# Hydraena modili
Hydraena modili är en skalbaggsart som beskrevs av Manfred A. Jäch 1988. Hydraena modili ingår i släktet Hydraena och familjen vattenbrynsbaggar. Inga underarter finns listade i Catalogue of Life.